# Mercury (satellite)
Pour les articles homonymes, voir Mercury.

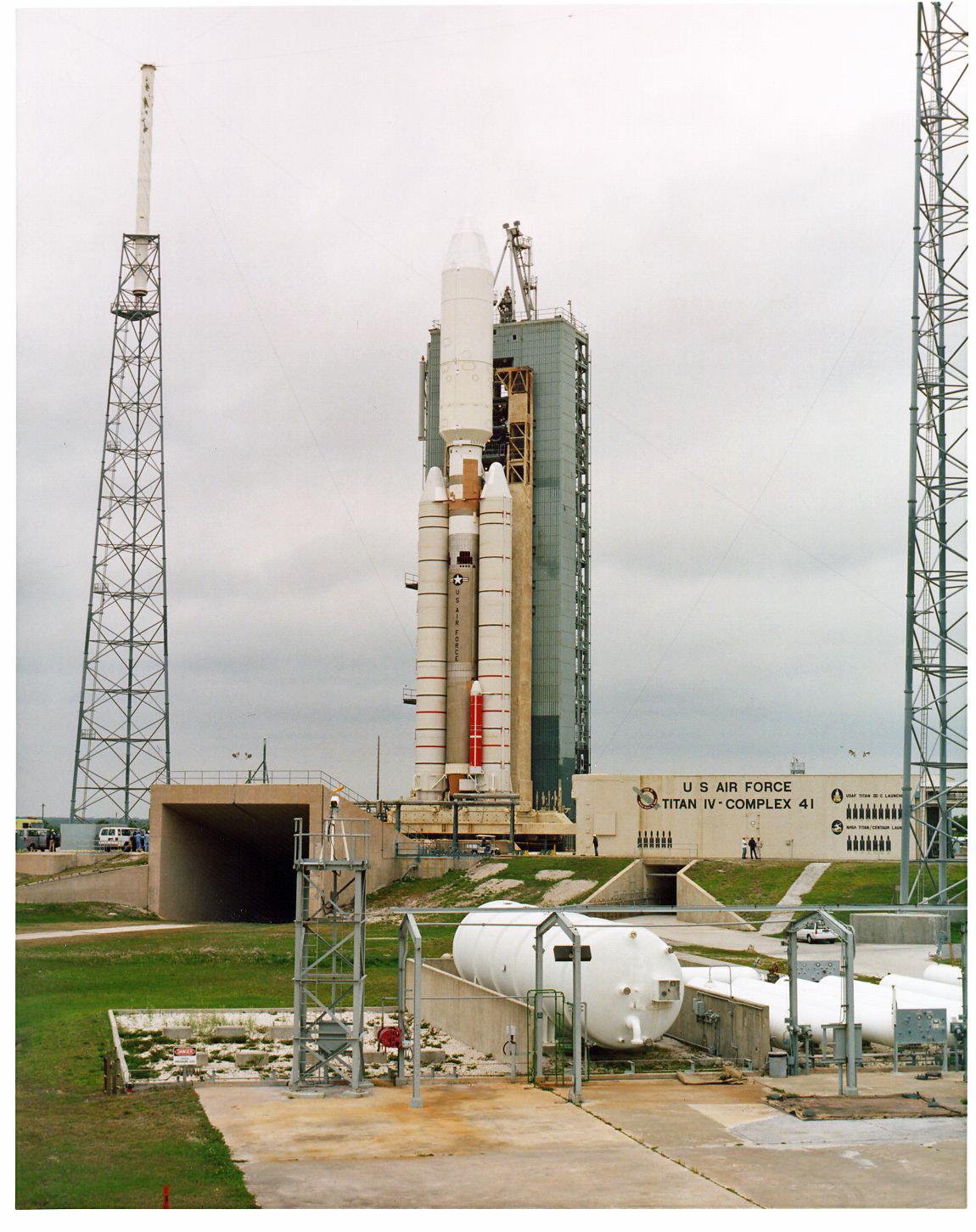
Satellite Mercury USA-118 et son lanceur Titan IVA, en 1996.

Mercury, également connu sous le nom d’Advanced Vortex, est une série de trois satellites espions d'écoute électronique américains lancés dans les années 1990. Ces satellites ont été lancés et exploités par le National Reconnaissance Office avec la participation de la United States Air Force. Deux des trois lancements depuis Cap Canaveral ont été réussis, le troisième n’ayant pas réussi à atteindre l'orbite. Les satellites sont positionnés sur des orbites quasi géosynchrones. Leur mission et leurs capacités précises sont hautement classifiées, mais ils sont largement réputés être les successeurs des satellites Vortex/Chalet.
La dernière tentative de lancement, le 12 août 1998, a échoué, son lanceur Titan IV(401)A d'une valeur de 344 millions de dollars explosant au-dessus de l'océan Atlantique avec le satellite (valant entre 700 et 800 millions de dollars). La panne était due à un court-circuit dans le système de guidage, qui a coupé l'alimentation et s'est réinitialisé, ce qui a fait basculer le lanceur. Cela a conduit à la séparation prématurée de l'un des propulseurs d'appoint à propergol solide, qui s'est automatiquement auto-détruit. L'explosion qui en a résulté a également détruit l'étage principal et le second propulseur d'appoint s'est alors également auto-détruit. Environ 4 secondes plus tard, l'officier de sécurité des lancements a également envoyé un signal d'autodestruction à la fusée. Les observateurs estiment que chaque engin spatial a une masse comprise entre 4 000 et 5 000 kg.

## Historique des lancements
| Nom      | Identifiant COSPAR SATCAT № | Date de lancement (UTC) | Lanceur        | Site de lancement | Désignation du NRO | Longitude | Remarques |
| -------- | --------------------------- | ----------------------- | -------------- | ----------------- | ------------------ | --------- | --------- |
| USA-105  | 1994-054A 23223             | 27 août 1994 08:56:58   | Titan IV(401)A | CCAFS LC-41       | N/A                |           |           |
| USA-118  | 1996-026A 23855             | 24 avril 1996 23:37:01  | Titan IV(401)A | CCAFS LC-41       | N/A                |           |           |
| Sans nom | N/A                         | 12 août 1998 11:30:01   | Titan IV(401)A | CCAFS LC-41       | NROL-7             | N/A       | Échec     |